# Зелена Роща (Александровський район)
Зеле́на Ро́ща (рос. Зелёная Роща) — село у складі Александровського району Оренбурзької області, Росія.

## Населення
Населення — 268 осіб (2010; 317 у 2002).
Національний склад (станом на 2002 рік):
- росіяни — 52 %
- башкири — 34 %